# 田実陽子
田実 陽子（たじつ ようこ、1981年9月3日 - ）は、日本の女優。大阪府出身。所属事務所は融合事務所（2021年退社）を経て現在はフリーで活動。

## 略歴・人物
同志社大学に在学中は「同志社小劇場」へ所属、また2005年からは劇団最後の入団メンバーとして「劇団方南ぐみ」へ加入して、多くの舞台作品に出演。2007年にはNHK連続テレビ小説『ちりとてちん』へレギュラー出演して居酒屋「寝床」のおかみ・咲役を演じ、木村祐一演じる夫の熊五郎と絶妙なかけあいで注目を集めた。
身長156cm。血液型はB型。趣味は旅行と読書。特技は日本舞踊（藤間流）。

## 出演

### 舞台

#### 劇団方南ぐみ公演
- 第十七ホモ収容所
- THE 面接（2010年）

#### その他公演
- 走れオッサン
- 3days2nights1morning
- 新・夏の魔球（2006年）
- 僕たちの好きだった革命（2007年）
- なんせんす（2008年）
- 鳥取イヴサンローラン(2011年) ‐ 主演・美和子役
- 陽だまりの樹（2012年） - 芸者十三奴
- 分際 「教え子編」（2014年）
- 女は過去でできている -自己嫌悪と幸せと、その真ん中にある大切なこと-（2015年）
- 劇作家女子会R！WORLD PREMIERE（2016年）
- 消えていくなら朝（2025年） - 羽田可奈 役[3]

### 映画
- アンフェア the answer（2011年9月、フジテレビ）
- ウタヒメ 彼女たちのスモーク・オン・ザ・ウォーター（2012年2月、東京テアトル）
- すべては君に逢えたから（2013年11月、ワーナー・ブラザース映画）
- るろうに剣心 伝説の最期編（2014年9月、ワーナー・ブラザース映画）

### テレビドラマ
- 連続テレビ小説（NHK）
  - ちりとてちん（2007年）‐ レギュラー出演・居酒屋「寝床」のおかみ　咲 役
  - マッサン（2014年）‐ レギュラー出演・鴨居商店の社員 規子 役
- 音女〜29歳8ヶ月のオトメ〜（2008年9月、テレビ朝日）
- 小児救命（2008年、テレビ朝日）‐ 真柴綾 役
- ドラマ8 Q.E.D. 証明終了 第1回（2009年1月8日、NHK）‐ 辻秀美 役
- 月の恋人〜Moon Lovers〜 第7回（2010年6月28日、フジテレビ）‐ （主役の葉月蓮介（木村拓哉）が滞在していたホテルの部屋を掃除していた人） 役
- GOLD 第7話（2008年9月、フジテレビ）
- 愛は見える〜全盲夫婦に宿った小さな命（2010年9月、フジテレビ）
- MM9-MONSTER MAGNITUDE- 第11回（2010年9月15日、毎日放送）‐ 室町の奥さん 役
- 全開ガール（2011年7月、フジテレビ）
- 蜜の味〜A Taste Of Honey〜第8話（2011年11月、フジテレビ）
- 木曜劇場 カエルの王女さま 第11話（2012年6月、フジテレビ）
- ビューティフルレイン第2話（2012年7月、フジテレビ）
- ドラマ10 つるかめ助産院〜南の島から〜 第7話（2012年10月、NHK）
- 金曜プレステージ特別企画 悪党（2012年11月、フジテレビ）
- 結婚しない 第6話（2012年11月、フジテレビ）
- 連続ドラマW 女と男の熱帯 第2話（2013年1月、WOWOW）
- 春のドラマ特別企画 母。わが子へ（2013年3月31日、TBS）
- 潜入探偵トカゲ 第6話（2013年5月23日、TBS）
- ドラマ10 サイレント・プア 第2話（2014年4月15日、NHK）‐ 郷田朋子 役
- 金曜プレステージ 深川東署特命人情捜査班 朝田真平（2014年7月18日、フジテレビ）
- HERO 第6話（2014年8月18日、フジテレビ）
- 美しき罠〜残花繚乱〜 第2話 - 第3話（2015年1月、TBS）
- リスクの神様 第9話（2015年9月9日、フジテレビ） - 介護士 役
- 土曜プレミアム 世にも奇妙な物語 25周年記念!秋の2週連続SP 映画監督編 「嘘が生まれた日」（2015年11月28日、フジテレビ）- 幸恵の母 役
- ドラマ10 運命に、似た恋 第3回（2016年10月7日、NHK） - 小島ナナミ 役
- ｢犯罪症候群 Season1｣ 第1話 ‐ 田村蓉子 役（田村公平の妻で娘が誘拐される）（2017年4月8日、東海テレビ、フジテレビ系全国ネット）

### テレビ
- ブログonTV　（2008年 秋田テレビ - ナビゲーター）

### ラジオドラマ
- FMシアター（NHK-FM）
  - 雨にもまけず粗茶一服（2016年9月19日 - 30日）

### CM
- NTT東日本秋田支店「フレッツひかり」ひかり部篇（2008年）
- 京王電鉄
- KDDI
- ロート製薬
- SUBARU
- 池田模範堂「ヒビケア」
- 資生堂 Web BCカウンセリング「一番キレイなママになる」篇（2013年）
- 千趣会 「ベルメゾンデイズ誕生篇」（2015年）